# Seznam dogodkov na stadionu Stožice
Seznam vseh prireditev na stadionu Stožice med letoma 2010 in 2012. 

## Pretekli dogodki

### 2010
*V letu 2010 se je na Stadionu Stožice zbralo več kot 83.000 gledalcev.

### 2011
*V letu 2011 se je do danes na Stadionu Stožice zbralo 123.200 gledalcev.

### 2012
*V letu 2012 se je do danes na Stadionu Stožice zbralo 71.283 gledalcev.